# Salassos

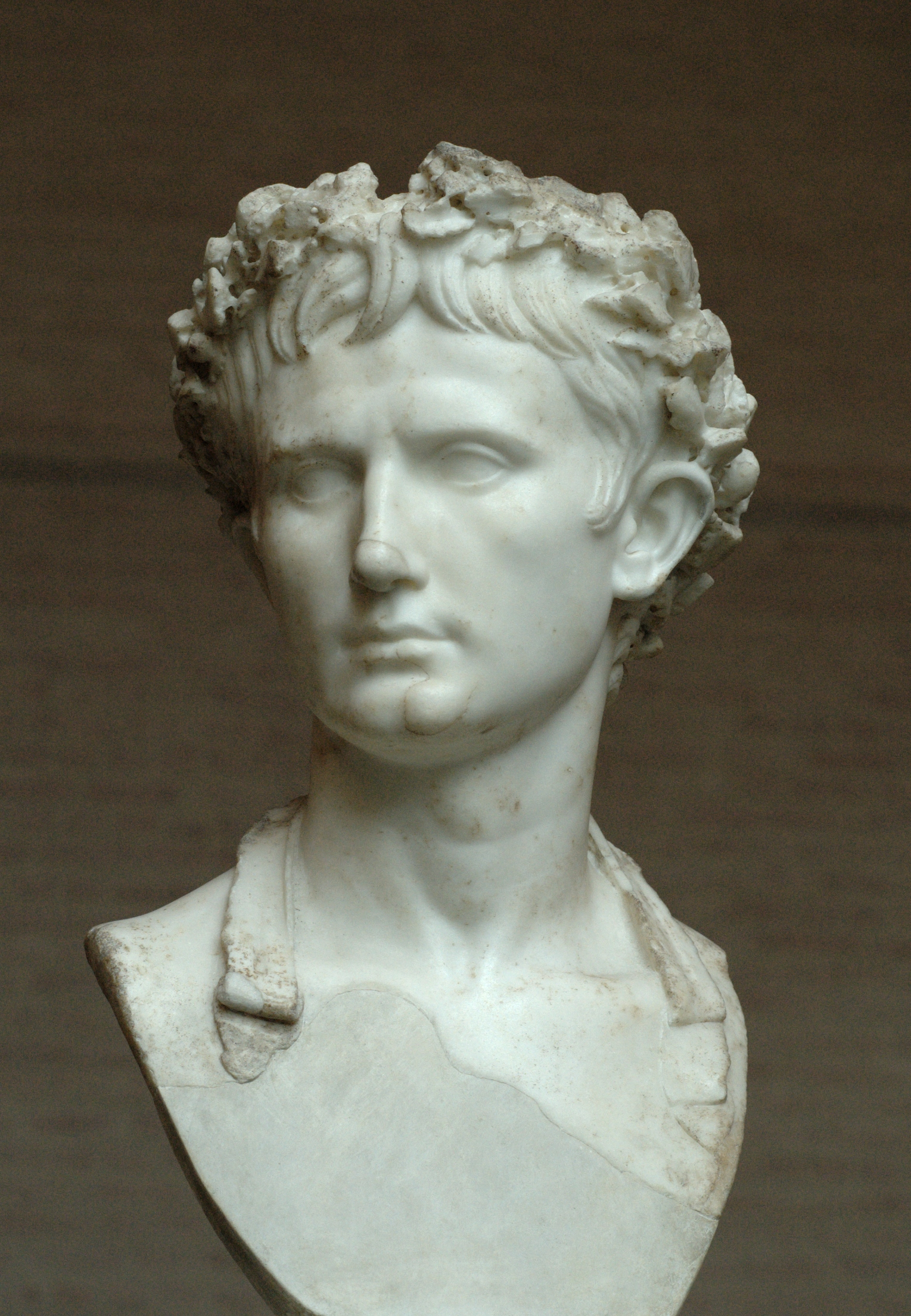
Augusto com a coroa cívica,
na. Gliptoteca de Munique

Os salassos (em latim: salassi) foram um povo céltico ou uma tribo itálica ou lígure celticizada cujas terras se situavam na porção italiana do Passo do Pequeno São Bernardo, dos Alpes Graios para Lião, e o Grande São Bernardo sob os Alpes Apeninos. Eles foram derrotados e muitos escravizados por 25 a.C. pelos romanos, que fundaram a cidade de Augusta Pretória dos Salassos (Augusta Praetoria Salassorum), moderna Aosta, no território deles.

## Relações com os romanos
As relações com os romanos não foram uniformemente pacíficas. Na porção mais ao sul de seus territórios havia minas de ouro que a República Romana capturou em 143 a.C.. Em 100 a.C., a cidade de Eporédia (moderna Ivrea) foi fundada na bacia no fundo da área. Estrabão menciona que os salassos roubaram o tesouro de Júlio César e lançaram pedras sobre as estradas e pontes que suas legiões estavam construindo. Houve uma campanha romana contra os salassos em 35 ou 34 a.C. liderada por Marco Valério Messala Corvino ou Antíscio Veto.
Pela última década de liberdade dos salassos (com algumas outras tribos, principalmente alpinos, subjugadas por 14 a.C.) estavam quase os únicos grupos remanescentes que não estavam sob controle romano na bacia mediterrânea. Após a batalha de Áccio em 31 a.C., o mundo romano foi unido sob um governante, Augusto (r. 27 a.C.–14 d.C.), que podia concentrar as forças romanas contra os redutos remanescentes. O fim da independência dos salassos começou nas mãos de Aulo Terêncio Varrão Murena em 25 a.C.. Estrabão registra que 8 000 salassos foram mortos e todos os sobreviventes, próximo de 36 000 homens foram capturados. Com a derrota dos salassos, Augusto enviou 3 000 romanos para fundar uma colônia latina, Augusta Pretória Salassoro, no local onde Varrão estabeleceu seu acampamento durante a expedição. Uma inscrição encontrada próximo do portão ocidental de Augusta Pretória é uma dedicação a Augusto datada de 23 a.C. de uma estátua (?) "pelos salassos que juntaram-se à colônia desde o começo".